# POYKPAC
POYKPAC è un gruppo di autori-attori di una compagnia teatrale musicale e video-cinematografica di comicità surreal-demenziale, con base a Brooklyn, New York. Le loro performance si estrinsecano in una satira con la e sulla multimedialità.
È composto da: 
- Ryan Hall
- Ryan Hunter
- Taige Jensen
- Jennifer Lyon
- Maggie Ross

Al pari degli italiani Oblivion, il gruppo è molto popolare fra i giovani, specialmente nel mondo anglosassone, che cliccano sulle videoclip distribuite su internet attraverso il canale video YouTube.
Gli autori-attori hanno prodotto anche parodie di videogiochi e generi musicali, fra cui una dedicata al vintage dell'era-doo-wop.

## Storia
Nell'estate del 2008 POIKPAC ha creato una serie di filmati-sketch distribuiti via web composta da quindici episodi ed intitolata Good Morning Internet!. Produttore della serie - per la quale è stato scritturato per un episodio l'attore Reggie Watts impiegato come guest star - è stato l'Independent Film Channel.
Il gruppo ha anche recitato insieme a Watts in More Ironic Than You: Beyond Apathy. La "celebrità" di YouTube Caitlin Hill è comparsa come guest star in un episodio di contenuto e titolo autoreferenziale: Viral Video Day.
La sede della compagnia era situata in un gruppo di loft newyorkesi in 255 McKibbin e il gruppo di autori-attori ha documentato l'esperienza abitativa divulgandola ovviamente in un video dal titolo Bushwick Home Movies. Vivono tuttora nel sobborgo di Bushwick, presso Brooklyn, a breve distanza dagli uffici della Waverly Films.

## Il "Sketchies II contest"
Con Voice Talkers i POYKPAC si sono classificati secondi nella gara Sketchies II contest svoltasi su YouTube nell'aprile 2008
Altre loro serie di filmati sono state: Mario: Game Over, nominata miglior video-commedia del 2007 su Nominated - Best Comedy Video of 2007 agli YouTube Awards) e Hipster Olympics.
A gennaio 2008 il loro account su YouTube era stato sottoscritto da ventiduemila internauti mentre i loro video erano stati visti da oltre sedici milioni di navigatori del web.